# Newland with Woodhouse Moor
Newland with Woodhouse Moor – gmina (civil parish) w Anglii, w hrabstwie ceremonialnym West Yorkshire, w dystrykcie metropolitalnym Wakefield. Leży 14 km na południowy wschód od miasta Leeds i 259 km na północ od Londynu.